# Activisme contra la caça de balenes
L'activisme contra la caça de balenes són les accions empreses per les persones que volen posar fi a la caça de balenes, sia a escala local o global, per fomentar la conservació del medi marí. Aquest tipus d'activisme sovint es duu a terme en resposta a conflictes concrets amb estats favorables a la caça de balenes i organitzacions que practiquen la caça de balenes amb fins comercials o de recerca, així com els grups indígenes que practiquen la caça de balenes de subsistència. Alguns grups contraris a la caça de balenes han estat criticats o fins i tot perseguits judicialment pels seus mètodes extrems, incloent-hi acció directa violenta.